# سانت ماتيو
بلدية سانت ماتيو (بالإسبانية: San Mateo)‏ (بالفالنسية:Sant Mateu)، هي إحدى بلديات مقاطعة كاستيلون التي تقع في منطقة بلنسية، في شرق إسبانيا.
يبلغ عدد سكانها 2.043 نسمة وفقاً لإحصائية سنة (2006).